# Raiffeisen Bank Oroszország
A Raiffeisen Bank Oroszország (oroszul: «Райффайзенбанк») egy oroszországi bank, mely a Raiffeisen Bank International leányvállalata. Székhelye Moszkvában található.
2020 végén az orosz bankok között a nettó bevétel tekintetében a 7. helyen állt (36,788 milliárd rubel), és a tőke tekintetében a 11. helyet foglalta el (189,236 milliárd rubel).
A Forbes által 2021-ben közzétett Világ Legjobb Bankjai listában a Raiffeisen Bank az első helyen áll az orosz bankok között.

## Története
A Raiffeisen Bank International (RBI) révén a Raiffeisen Bankcsoport 1986-ban kezdte meg terjeszkedését Ausztrián kívül. Az RBI Közép- és Kelet-Európa vezető univerzális bankjává vált, és a bécsi tőzsdén jegyzett nyugati bankcsoportok közül a legnagyobb fiókhálózattal rendelkezik.

RBI

Az orosz Raiffeisen Bankot 1996-ban alapították és először 2001-ben  nyitott fiókot Szentpéterváron. 2005-ben pedig Szamarában, Jekatyerinburgban és Novoszibirszkben, majd 2006-ban Krasznodarban. 2018-ban a bank elkezdte fejleszteni digitális jelenlétét, amely lehetővé teszi az ügyfelek fizikai fiók nélküli kiszolgálását. 2019-ben a Raiffeisen Bank virtuális irodái Oroszország 109 városában voltak nyitva. 

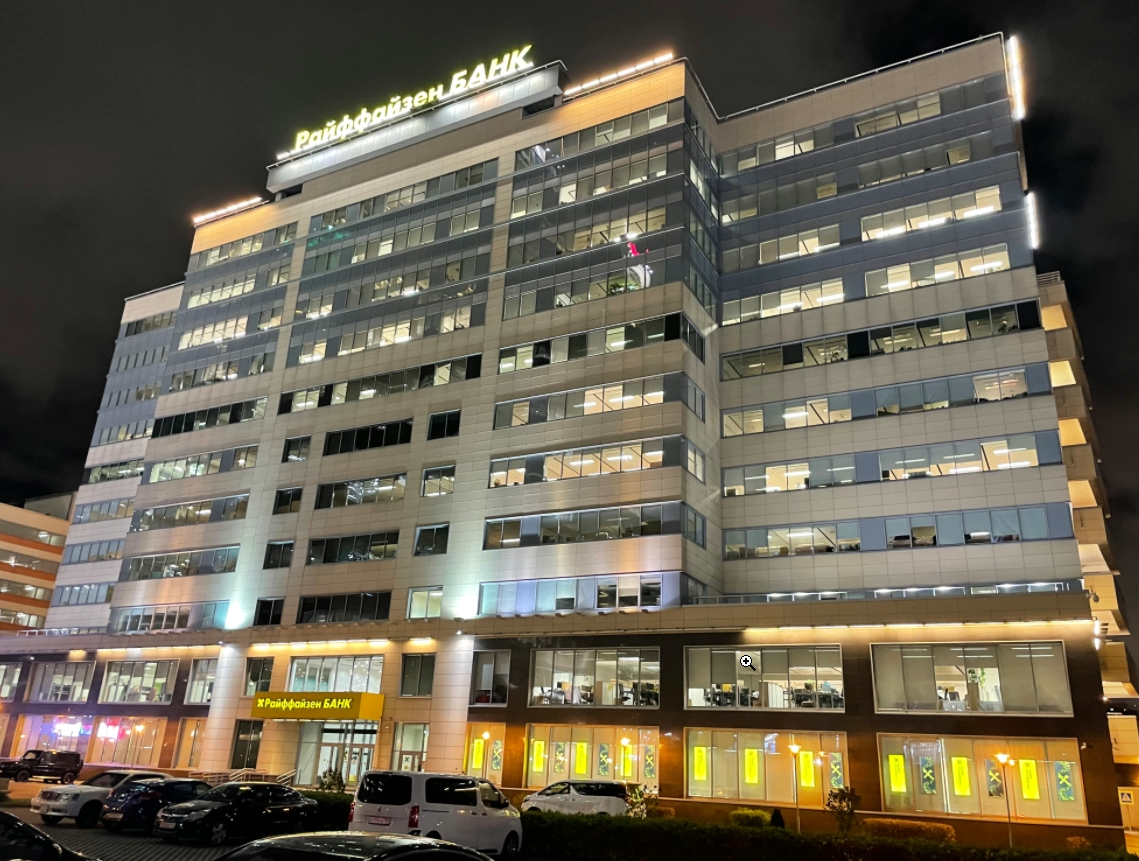
A Raiffeisen Bank egyik oroszországi irodája

2006-ban a Raiffeisen Bank megszerezte a JSC Impexbank részvényeinek 100%-át. Egy évvel később a két bank egyesült a Raiffeisen Bank CJSC márkanév alatt, és így a Raiffeisen Bank 2006-tól a legnagyobb külföldi tőkével működő bankká vált Oroszországban.
2023. szeptember 13-án a Bank of Russia visszavonta a Raiffeisen Bank engedélyét, hogy befektetési alapok és nem állami nyugdíjalapok szakosított letétkezelőjeként működjön.
|                            | 2020, milliárd rubel | 2019, milliárd rubel | 2020/2019, változás, % |
| -------------------------- | -------------------- | -------------------- | ---------------------- |
| Nettó kamatbevétel         | 61,5                 | 57,5                 | 7,0%                   |
| Nettó jutalékbevétel       | 22,6                 | 21,3                 | 6,0%                   |
| Kereskedési eredmény       | 10,0                 | 9,7                  | 3,6%                   |
| Tartalékképzési költségek* | -9,6                 | -3,9                 | 145,6%                 |
| Üzemeltetési költségek     | -37,6                | -36,2                | 3,7%                   |
| Adózás előtti profit       | 48,3                 | 48,3                 | -0,1%                  |
| Nettó nyereség             | 38,1                 | 37,6                 | 1,2%                   |
| Nettó kamatmarzs           | 4,9%                 | 5,2%                 | -26 б.п.               |
| Nettó kamatmarzs**         | 4,7%                 | 4,9%                 | -17 б.п.               |
| Kockázat költsége          | 1,2%                 | 0,5%                 | 64 б.п.                |
| Költség-bevétel arány      | 39,5%                | 40,5%                | -92 б.п.               |
| Költség/bevétel arány**    | 37,8%                | 38,2%                | -37 б.п.               |
| ROE adózás előtt           | 27,4%                | 30,0%                | -255 б.п.              |
| ROE adózás után            | 21,7%                | 23,4%                | -170 б.п.              |

* Céltartalékot képeztek hitelekre, más bankokkal szembeni követelésekre, valamint készpénzre és készpénz-egyenértékesekre az értékvesztés miatt.
** A működési költségeket az FDIS-be történő levonások kamatkiadásokba történő átsorolásával korrigált.

## Elismerések és díjak
2021-ben a Forbes a Raiffeisen Bankot Oroszország legjobb bankjának nevezte. Egy évvel korábban a Raiffeisen Bank vezette az ország 100 legjobb bankját tartalmazó listát a Forbes RU szerint. 
A Korn Ferry Haygroup Nemzetközi Tanácsadó Vállalat 2018-ban, 2016-ban és 2017-ben végzett tanulmányi eredményei alapján a Raiffeisen Bankot 50 vállalat közül a legjobb oroszországi munkaadók TOP3-ba sorolta.

## Fordítás
Ez a szócikk részben vagy egészben  a   Raiffeisenbank (Russia) című angol Wikipédia-szócikk ezen változatának fordításán alapul.  Az eredeti cikk szerkesztőit annak laptörténete sorolja fel. Ez a jelzés csupán a megfogalmazás eredetét és a szerzői jogokat jelzi, nem szolgál a cikkben szereplő információk forrásmegjelöléseként.